# Willem Pieter Hubert
Willem Pieter Hubert, né en octobre 1762 à Bois-le-Duc et mort le 3 avril 1820 à Rosmalen, est un homme politique néerlandais.

## Biographie
Cet entrepreneur entre au comité batave de Bois-le-Duc en 1794. Après la Révolution batave de 1795, il fonde la Société patriotique de Bois-le-Duc et entre à la municipalité de la ville. Le 20 juin, il est élu à l'assemblée provisoire du Brabant puis député de Bois-le-Duc à la première assemblée nationale batave en février 1796.
En 1813, à la tête de 240 habitants de la ville, il réclame que le prince qui doit gouverner les Pays-Bas, faisant alors partie de l'Empire français, doit « avoir le sang de Hollande dans ses veines » (Hollands bloed door de aderen stroomt).